# Girabola 1980
Der Girabola 1980 war die zweite Saison des Girabola, der höchsten Spielklasse im Fußball in Angola. Es nahmen 14 Mannschaften teil, die je zweimal gegeneinander antraten. Die Saison begann im Februar und endete im November 1980.

## Hintergrund
Die Saison 1980 war die erste Meisterschaft im regulären Ligabetrieb des erst 1975 unabhängig gewordenen Angolas. Dessen 1979 gegründeter Fußballverband, die Federação Angolana de Futebol (FAF), hatte mit der Saison 1979 den Ligabetrieb im Land neu eingeführt. Die letzte Saison der angolanischen Liga unter portugiesischer Kolonialverwaltung fand 1975 statt. Sie konnte jedoch nach Ausbruch des angolanischen Bürgerkriegs in dem Jahr nicht beendet werden.
Primeiro de Agosto aus der Hauptstadt Luanda gewann 1980 zum zweiten Mal in Folge die junge angolanische Meisterschaft, Nacional de Benguela wurde erster angolanischer Pokalsieger.

## Tabelle
| Pl.                                                       | Verein                    | Sp. | S | U | N | Tore    | Diff. | Punkte |
| --------------------------------------------------------- | ------------------------- | --- | - | - | - | ------- | ----- | ------ |
| 1.                                                        | CD Primeiro de Agosto (M) | 0   | 0 | 0 | 0 | 000:000 | ±0    | 0      |
| 2.                                                        | Nacional de Benguela      | 0   | 0 | 0 | 0 | 000:000 | ±0    | 0      |
| 3.                                                        | TAAG                      | 0   | 0 | 0 | 0 | 000:000 | ±0    | 0      |
| 4.                                                        | Palancas do Huambo        | 0   | 0 | 0 | 0 | 000:000 | ±0    | 0      |
| 5.                                                        | Estrela Vermelha          | 0   | 0 | 0 | 0 | 000:000 | ±0    | 0      |
| 6.                                                        | FC do Uíge                | 0   | 0 | 0 | 0 | 000:000 | ±0    | 0      |
| 7.                                                        | CD Construtores do Uíge   | 0   | 0 | 0 | 0 | 000:000 | ±0    | 0      |
| 8.                                                        | Académico do Lobito       | 0   | 0 | 0 | 0 | 000:000 | ±0    | 0      |
| 9.                                                        | Desportivo da Chela       | 0   | 0 | 0 | 0 | 000:000 | ±0    | 0      |
| 10.                                                       | Ferroviário da Huíla      | 0   | 0 | 0 | 0 | 000:000 | ±0    | 0      |
| 11.                                                       | Diabos Verdes             | 0   | 0 | 0 | 0 | 000:000 | ±0    | 0      |
| 12.                                                       | Santa Rita                | 0   | 0 | 0 | 0 | 000:000 | ±0    | 0      |
| 13.                                                       | Sassamba da Lunda Sul     | 0   | 0 | 0 | 0 | 000:000 | ±0    | 0      |
| 14.                                                       | GD Sagrada Esperança      | 0   | 0 | 0 | 0 | 000:000 | ±0    | 0      |
| Stand: Endstand, keine genauere Abschlusstabelle vermerkt |                           |     |   |   |   |         |       |        |

| (M) | amtierender angolanischer Meister |